# Улица Максима Горького (Саратов)
У́лица Макси́ма Го́рького — одна из центральных улиц Саратова. Проходит через четыре района Саратова: Октябрьский, Фрунзенский, Волжский, Кировский, от улицы имени 53 стрелковой дивизии до Большой Садовой улицы. Пересекает самый центр Саратова — Театральную площадь.

## История
Улица образована в генплане Саратова 1811 года.

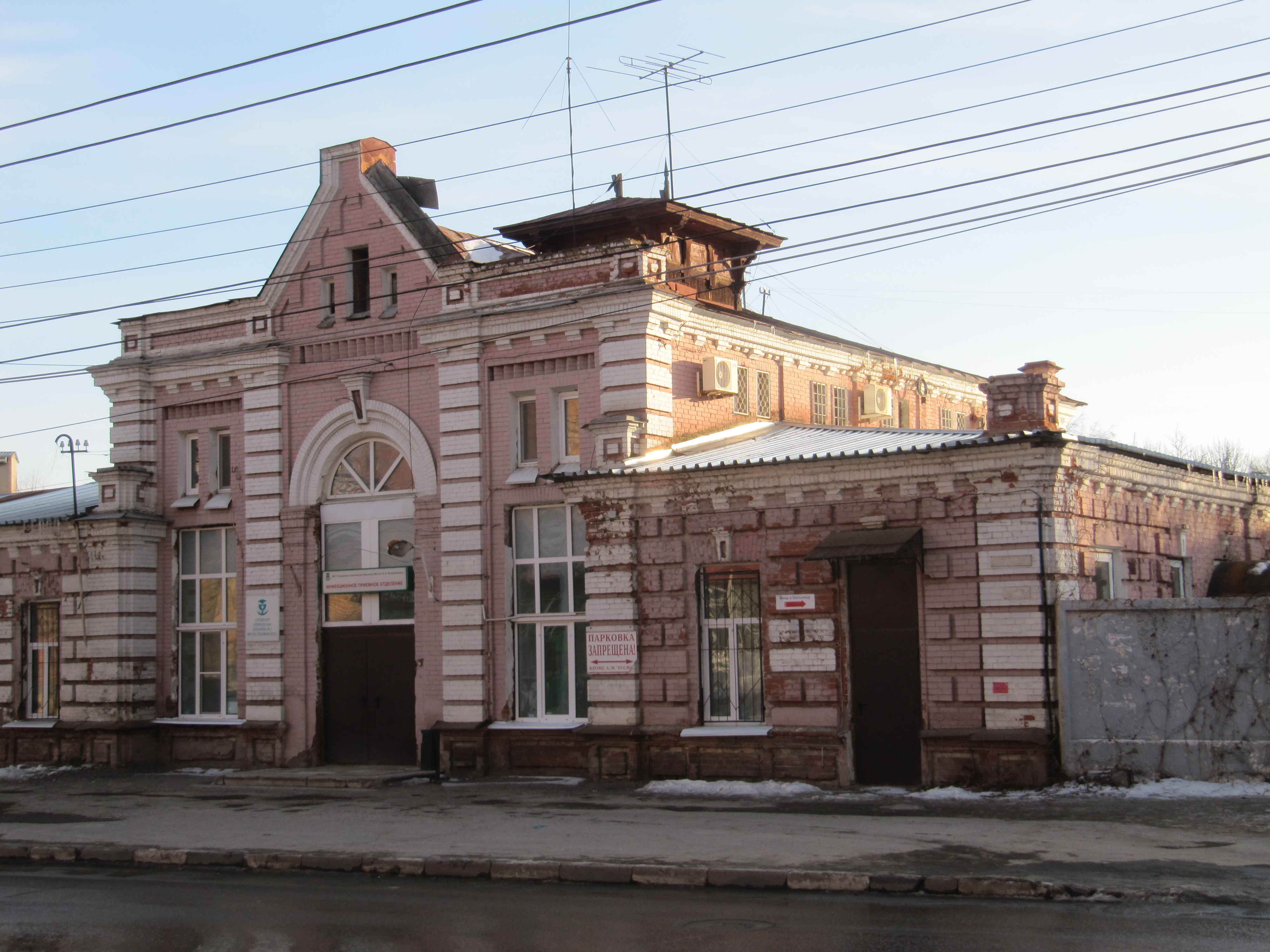
Городская больница № 2 (старый корпус)

В 1803 году саратовское дворянство решило построить больницу. Начался сбор пожертвований жителей Саратова. Император Александр I одобрил начинание и сделал вклад. На собранные средства была построена Александровская земская больница (ныне Городская клиническая больница № 2 имени В. И. Разумовского). От больницы в центральную часть города была проложена улица, получившая название Александровская. До 1924 г. улица носила название Александровской, в 1924—36 годах называлась Кооперативной. 27 февраля 1939 года решением президиума областного Совета депутатов трудящихся улица получила имя Горького..

## Транспорт
В 2019 году по улице Горького проходят троллейбусные маршруты и дублирующие их маршрутные такси:
- № 2А от Советской улицы до Рабочего переулка в обе стороны;
- № 3 от Московской улицы до улицы Мичурина в обе стороны.

До 1 июня 2013 года между улицами Кутякова и Б. Горной располагалась часть однопутного кольца трамвая № 11, до 2011 года этим же кольцом пользовался маршрут № 12.

## Застройка
| Номер дома | Изображение | Описание |
| ---------- | ----------- | --- |
| 1          |             | Учебный корпус № 1, Саратовский Государственный Медицинский Университет |
| 2          |             | Ансамбль военных провиантских складов: Комплекс мучных складов Торгового Дома «Кондратий Рейнеке и сыновья», начало 1880-х — конец 1890-х годов. Памятник архитектуры регионального значения.                |
| 11         |             | Дом Недоноскова Памятник архитектуры регионального значения. (угол ул. Мичурина, 79а) |
| 12         |             | Здание Мариинской женской гимназии, 1903—1905 гг. арх. Клементьев А. Н. С 1946 по 1991 гг. Саратовский авиационный техникум. Памятник архитектуры регионального значения (угол ул. Советская, 17)            |
| 21         |             | Здание гимназии Горенбург-Островской, 1860-е гг. с пристройкой 1909 г. (позднее школа № 3). Памятник архитектуры местного значения. Всё здание занимает весь квартал от ул. Пушкина до ул. Сакко и Ванцетти. |
| 16/20      |             | «Конёк» (кафе) |
| 30А        |             | Торговый Центр «Европа-сити» (построен на месте Ресторана «Европа») |
| 30         |             | Дом доходный Санина (1874—1884 г.), с 1899 г. Гостиница «Европа» Памятник архитектуры регионального значения (угол проспекта Столыпина, 17)                                                                  |
| 34         |             | Дом Ниденталь Ф. М. (построен в конце XIX века, перестроен в 1950е гг.) Памятник архитектуры регионального значения                                                                                          |
| 35         |             | Гостиница «Центральная» (здание гостиницы, где в одном из номеров жил и умер физик-электротехник П. Н. Яблочков). Памятник архитектуры федерального значения (угол ул. Яблочкова, 1)                         |
| 37         |             | Саратовская областная библиотека для детей и юношества имени А. С. Пушкина. Памятник архитектуры регионального значения (угол ул. Яблочкова, 2)                                                              |
| 39         |             | Дом купца Зейферта Д. Б. Памятник архитектуры регионального значения (угол ул. Большая Казачья, 17) |
| 38         |             | Саратовский театр оперы и балета (вид с ул. Горького) |
| 43         |             | Здание Азовско-Донского банка, 1913 г. архитектор Лидваль Ф. О.. В дальнейшем и доныне здание Сбербанка. Памятник архитектуры регионального значения                                                         |
| 45         |             | Торговый дом Борелей Памятник архитектуры регионального значения (угол ул. Киселёва, 1) |
| 47         |             | Дом Сатова (Саратов). Доныне Магазин «Свет». Памятник архитектуры регионального значения (угол ул. Киселёва, 2)                                                                                              |
| 40         |             | Саратовская областная универсальная научная библиотека, здание «Народная аудитория», 1898—1899, архитектор Н. М. Проскурнин Памятник архитектуры регионального значения (угол ул. Московская)                |
| 42         |             | Комплекс Верхнего базара: корпуса № 1, 2, 3, 4. 1876—1878 гг. арх. Салько А. М. Памятник архитектуры регионального значения(угол ул. Московская)                                                             |
| 53         |             | Гостиница Московская (здание общества взаимного кредита) 1901 г. арх. Салько А. М. Памятник архитектуры регионального значения (угол ул. Московская)                                                         |
| 85         |             | Покровская церковь 1876—1883 гг. арх. Салько А. М. |